# Stelle principali della costellazione del Lupo
Segue un prospetto delle stelle principali della costellazione del Lupo, elencate per magnitudine decrescente.